# Conte di Savoia
Le Conte di Savoia est un paquebot italien construit en 1931 par les Cantieri Riuniti dell'Adriatico pour la compagnie Lloyd Sabaudo (it).

## Histoire
Le Conte di Savoia est un paquebot construit en 1931 par les Cantieri Riuniti dell'Adriatico  pour la compagnie Lloyd Sabaudo (it). En janvier 1932, pendant la construction du navire, la Lloyd Sabaudo (it) fusionne avec deux autres compagnies, la Navigazione Generale Italiana et la Cosulich Società Triestina di Navigazione (it), devenant l′Italian Line. À la suite de cette fusion, le navire naviguera de concert avec le Rex, ce qui laisse souvent penser qu’ils sont sister-ship ("jumeaux").
Le Conte Di Savoia a été lancé le 28 octobre 1931 par sa marraine, la princesse Marie-José de Belgique. Le 30 novembre 1932 débute le voyage inaugural du paquebot entre Gênes et New York. Le voyage est un fiasco car le navire subit de graves dégâts lorsqu’une valve de sécurité explose dans la salle des machines et ouvre une brèche dans la coque. Afin d’éviter un naufrage, un membre d’équipage doit appliquer du ciment à prise rapide afin de colmater la coque et de permettre au navire de continuer sa route vers New York où il est réparé.
En avril 1940, de nombreux juifs italiens fuient l’Italie fasciste à bord du Conte di Savoia afin de se rendre aux États-Unis.
Le 25 mai 1940, le paquebot effectue sa dernière traversée transatlantique entre New York et Gênes. Il est ensuite envoyé à Venise afin d’y être désarmé en prévision de l’entrée en guerre de l’Italie, le 10 juin 1940.
Le 11 septembre 1943, alors que le navire est désarmé dans la baie de Venise, il est attaqué par la Royal Air Force et coule. À la fin de la guerre, l’Italian Line le renfloue en espérant pouvoir le réparer et le remettre en service sur les lignes d’Amérique du Sud. Malheureusement, les dégâts sont trop importants et une reconstruction ne serait pas rentable. En 1950, le navire est vendu à un chantier de démolition de Monfalcone et détruit.

## Informations générales
Les moteurs étaient composés de douze chaudières et de quatre turboriduttore qui procurent au navire une puissance de 100 000 ch et qui lui permettent de filer à 27 nœuds. Malgré sa vitesse assez élevée, le Conte di Savoia ne réussira jamais à ravir le Ruban Bleu à son faux jumeau, le Rex.
Il a été le premier navire à être équipé de stabilisateurs gyroscopiques destinés à réduire le roulis en cas de mauvais temps.
Le Conte di Savoia a été l’un des plus luxueux navires (le plus luxueux étant le Rex) de l’époque, avec des intérieurs incroyablement riches, comme le Salone Colonna, inspiré de la galerie du Palazzo Colonna, mais avec un style classique déjà disparu sur la majorité de ses concurrents tels que le Bremen et l’Europa.

## Galerie

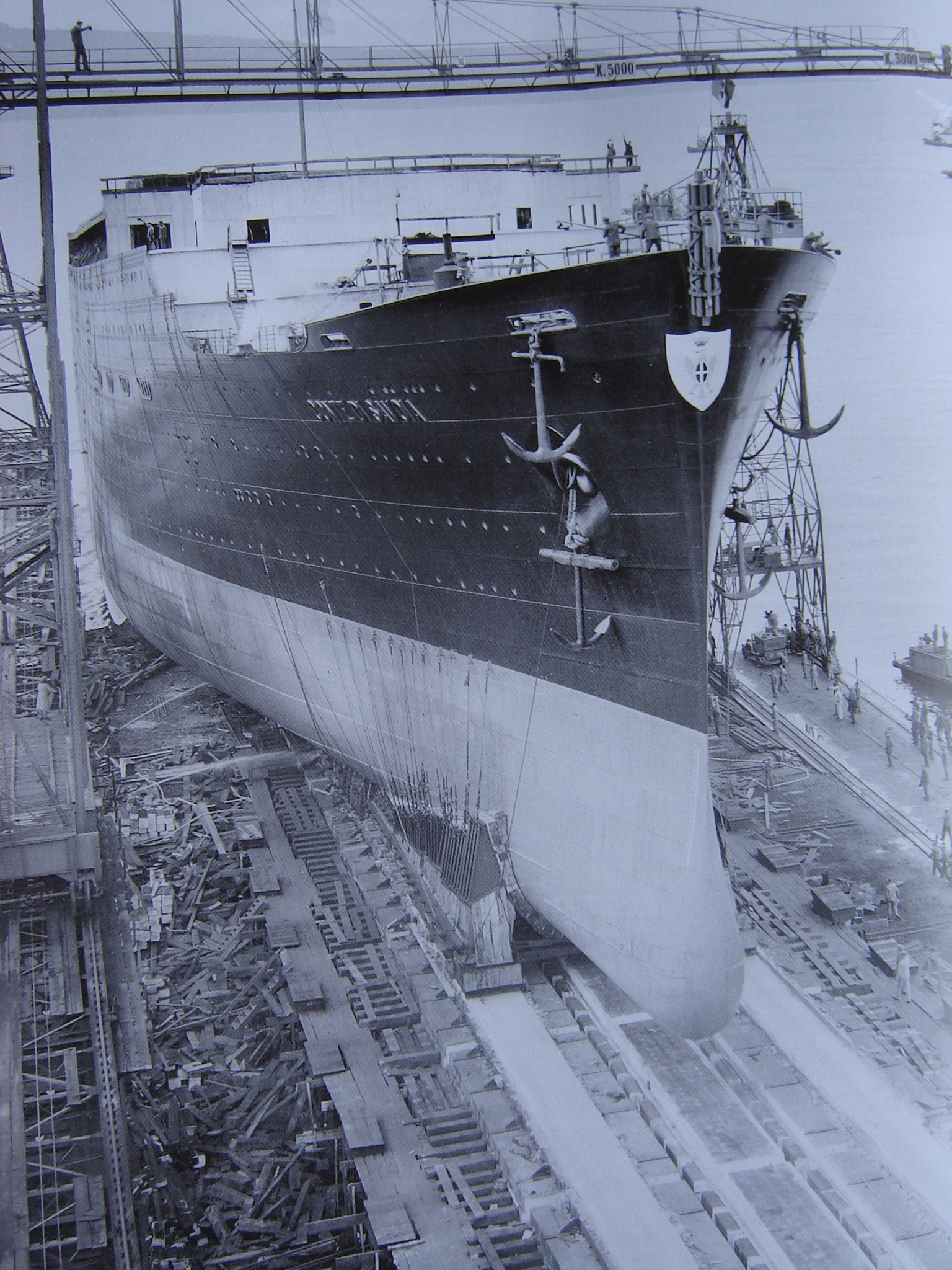
Le Conte di Savoia avant son lancement.
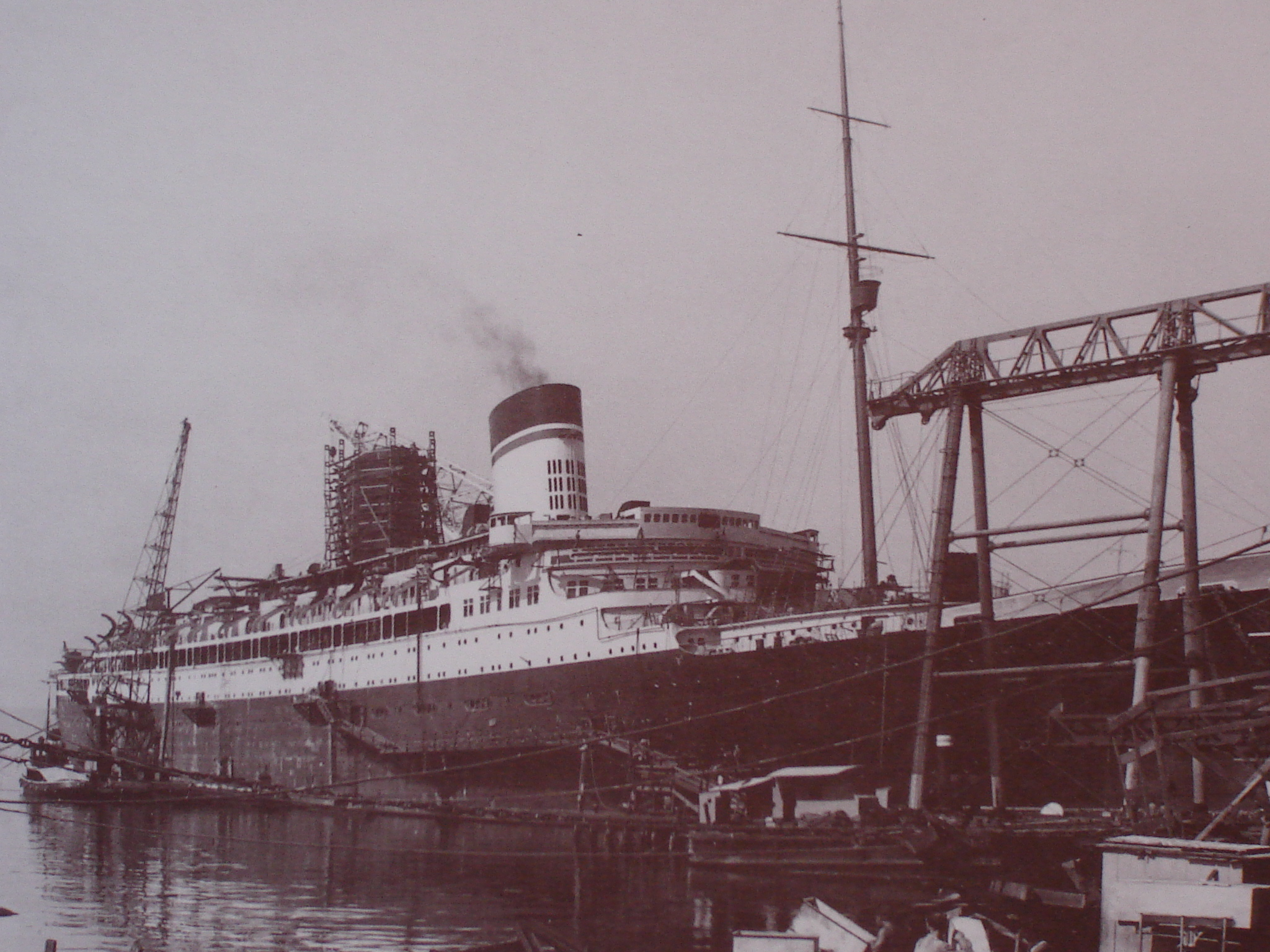
Le Conte di Savoia pendant sa construction.
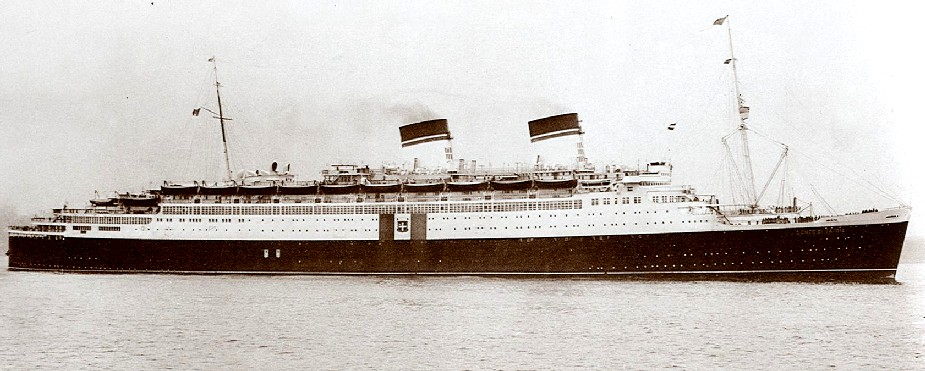
Le Conte di Savoia avec les marques de neutralité au début de la guerre.
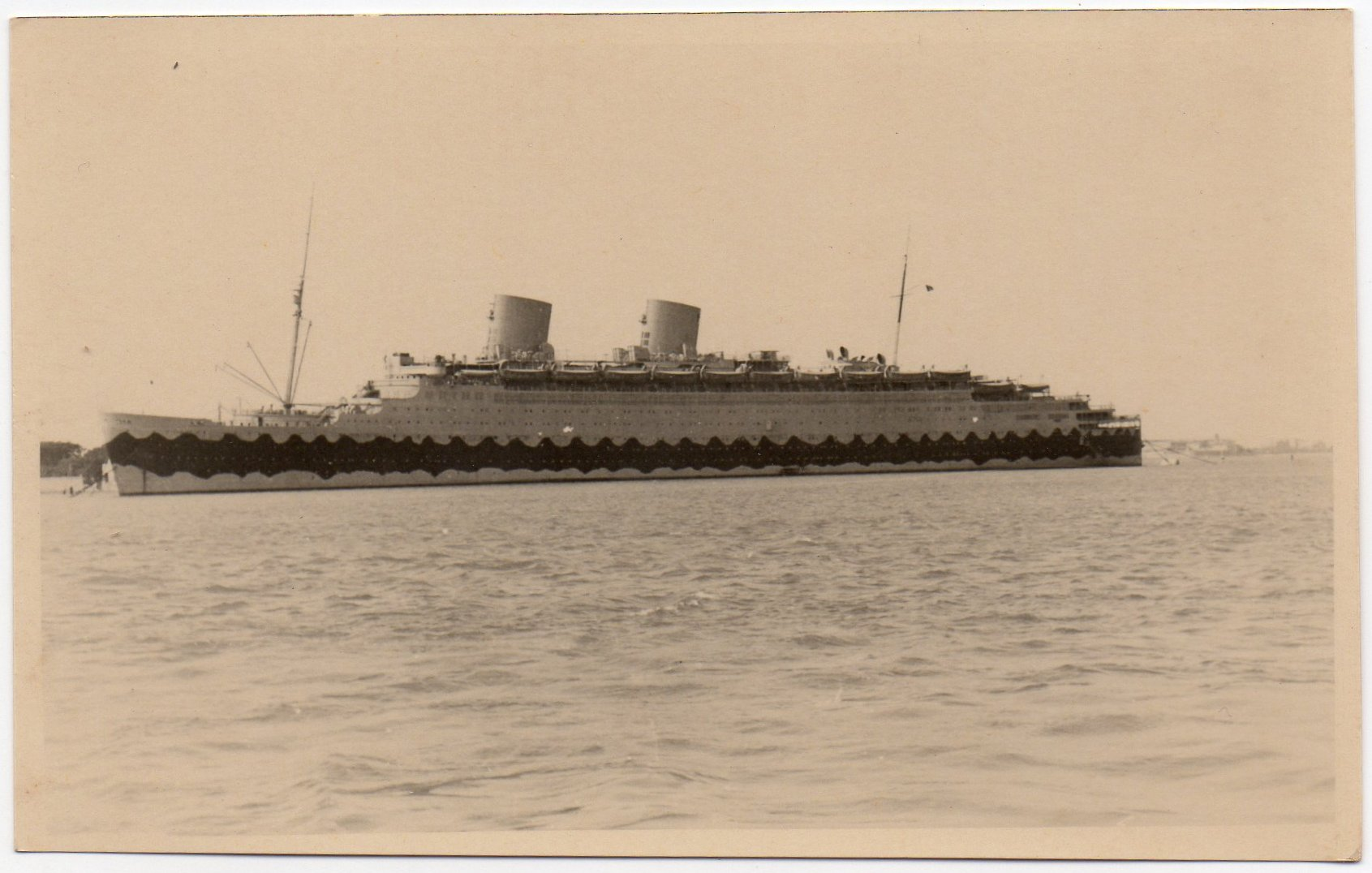
Le Conte di Savoia désarmé à Venise.
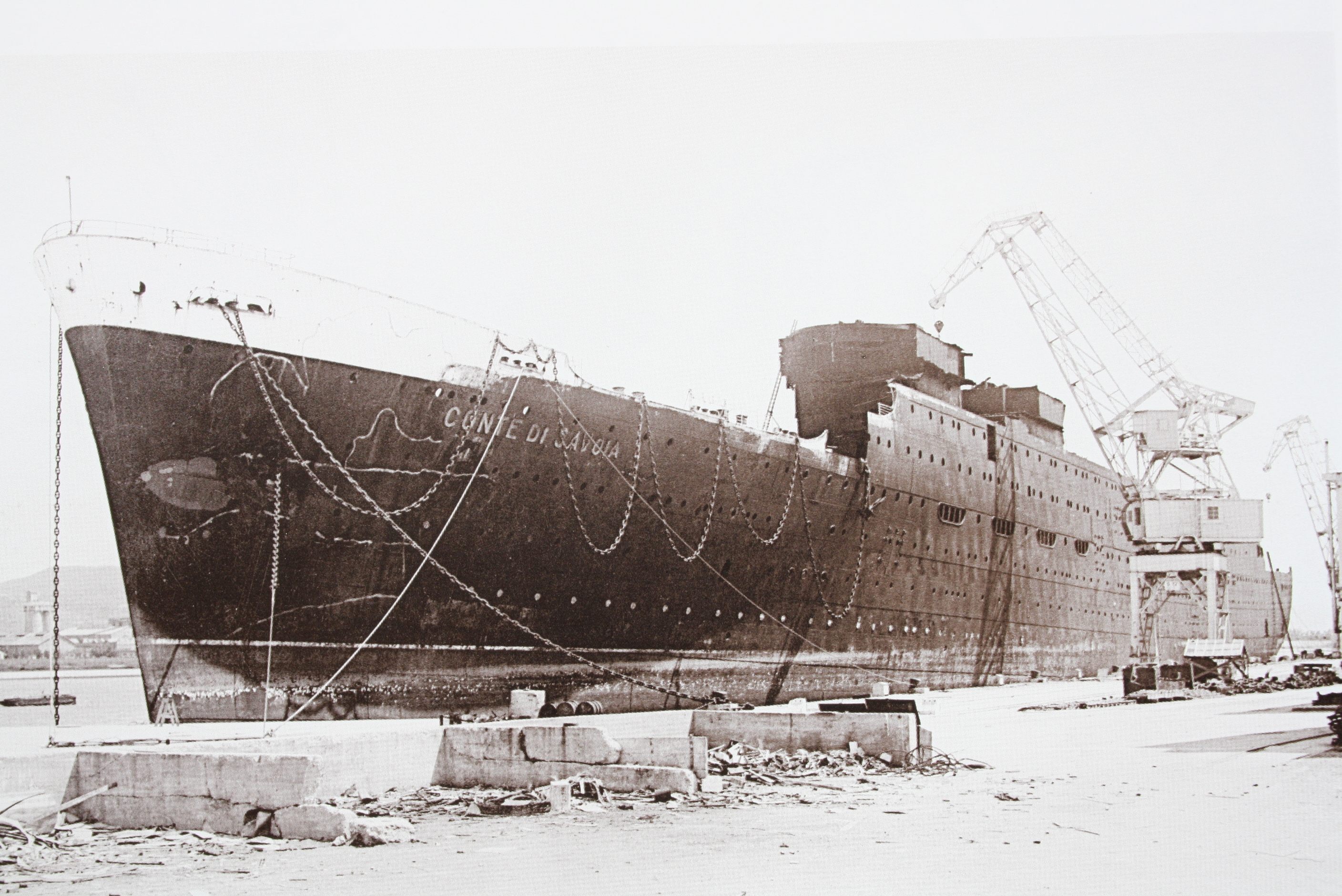
La démolition du Conte di Savoia.

## Sources
- (it) Cet article est partiellement ou en totalité issu de l’article de Wikipédia en italien intitulé « Conte Di Savoia (transatlantico) » (voir la liste des auteurs).

1. ↑  (en) « Italian Liner to Defy the Waves », sur Popular Mechanics Magazine